# Ореховский сельсовет (Курская область)
Оре́ховский сельсовет — муниципальное образование со статусом сельского поселения в Касторенском районе Курской области Российской Федерации.
Административный центр — село Орехово.

## История
Статус и границы сельсовета установлены Законом Курской области от 21 октября 2004 года № 48-ЗКО «О муниципальных образованиях Курской области».
Законом Курской области от 26 апреля 2010 года № 26-ЗКО в состав сельсовета включены населённые пункты упразднённого Горяиновского сельсовета.

## Население
| 2002 | 2010  | 2012 | 2013 | 2014 | 2015 | 2016 |
| ---- | ----- | ---- | ---- | ---- | ---- | ---- |
| 1197 | ↘1036 | ↘973 | ↘932 | ↘911 | ↘897 | ↘889 |
| 2017 | 2018  | 2019 | 2020 | 2021 |      |      |
| ↘869 | ↘834  | ↘804 | ↘781 | ↘685 |      |      |

## Состав сельского поселения
| №  | Населённый пункт | Тип населённого пункта       | Население |
| -- | ---------------- | ---------------------------- | --------- |
| 1  | Владимировка     | село                         | ↘1        |
| 2  | Горяиново        | село                         | ↘179      |
| 3  | Заверх           | хутор                        | ↘24       |
| 4  | Курбатов         | хутор                        | ↘12       |
| 5  | Малая Гнилуша    | деревня                      | ↘2        |
| 6  | Меркулов         | хутор                        | ↘1        |
| 7  | Орехово          | село, административный центр | ↘733      |
| 8  | Орлов            | хутор                        | ↘0        |
| 9  | Плоское          | деревня                      | ↘68       |
| 10 | Редкодуб         | хутор                        | →0        |
| 11 | Рогатка          | хутор                        | ↘16       |